# Olivetti Modulo M4

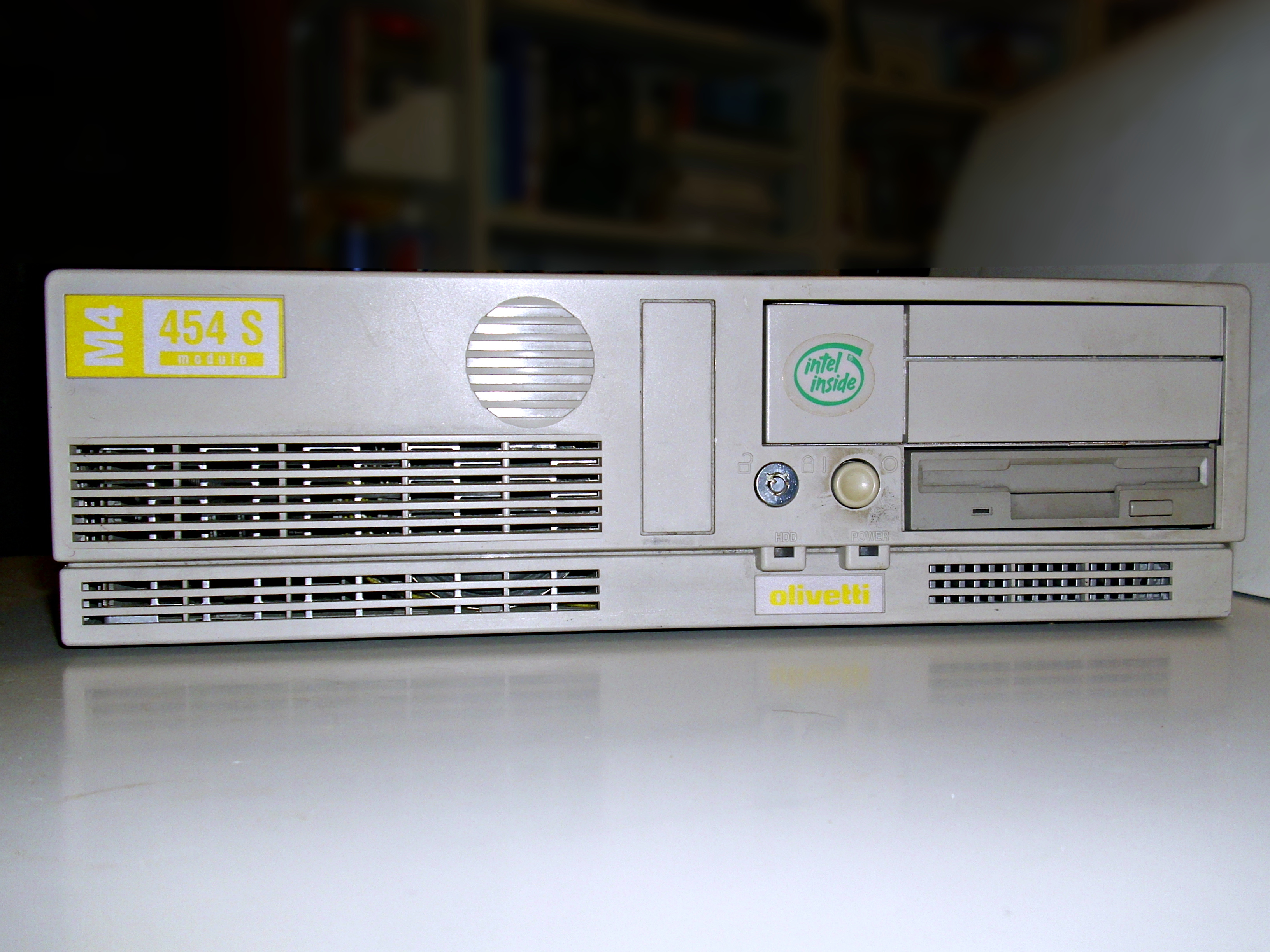
Un Olivetti M4 454 S

L'Olivetti Modulo M4 è un personal computer prodotto dalla Olivetti a partire dal 1994.

## Storia
La serie Modulo M4 è stata distribuita a partire dal 1994 ed utilizzava le CPU della serie Intel 486, successivamente sono stati introdotti nel mercato i modelli con i processori della serie Intel Pentium, successore dell'Intel 486.
La struttura del case è parallelepipeda orizzontale ed è di tipo desktop cioè per scrivania. Sul frontale è presente una griglia di raffreddamento e per l'altoparlante interno, una serratura per l'apertura dello chassis, il pulsante power e gli slot per eventuali memorie removibili. Non è invece presente il tasto reset.
Sul retro per la porta seriale e parallela sono presenti i connettori DB-9 e DB-25, mentre per la tastiera e mouse sono presenti i connettori PS/2.

## Modelli
Di seguito un elenco non esaustivo dei modelli prodotti:
| Modello   | Anno | Processore             | Note                                                                       |
| --------- | ---- | ---------------------- | -------------------------------------------------------------------------- |
| M4 - 40   | 1995 | Intel 80486 sx 25 MHz  |                                                                            |
| M4 - 434  | 1993 | Intel 80486sx2         |                                                                            |
| M4 - 422S | 199? | Intel 80486sx 33MHz    |                                                                            |
| M4 - 454  | 199? | Intel 80486dx2 50 MHz  |                                                                            |
| M4 - 464  | 199? | Intel 80486dx2 66MHz   |                                                                            |
| M4 - 62   | 1994 | Intel 80486sx 33 MHz   | Memoria 4MB, floppy 3"1/2, disco 120 Mb, Windows 3.1 e MS-DOS 6.20         |
| M4 - 65   | 199? | Intel 80486dx2 50 MHz  | Memoria 4MB, floppy 5"1/4 e 3"1/2, disco 640 Mb, Windows 3.1 e MS-DOS 6.20 |
| M4 - 66   | 199? | Intel 80486DX2 66MHz   |                                                                            |
| M4 - 75   | 1995 | Intel Pentium 75 MHz   |                                                                            |
| M4 - P75S | 1996 | Intel Pentium-S 75 MHz |                                                                            |
| M4 - P100 | 1996 | Intel Pentium 100 MHz  |                                                                            |
| M4 - P133 |      | Intel Pentium 133 MHz  |                                                                            |